# الهروب نحو البحيرة (مسلسل)
الهروب نحو البحيرة (بالإنجليزية: To the Lake)‏ هو مسلسل تلفزيوني روسي بدأ عرضه على نتفليكس في 1 ديسمبر المسلسل من إخراج وبطولة فيكتوريا ساكوفا ، كيريل كارو ، أليكسندر روباك.

## القصة
يُصاب سكان موسكو بفيروس مميت غير معروف ، من أعراضه الرئيسية السعال وتغير لون العينين ، وبعد ثلاثة إلى أربعة أيام تحدث الوفاة. لا أحد يعرف كيف يقاوم العدوى. عاصمة البلاد مغطاة بالوباء ، تحولها تدريجياً إلى مدينة الموتى: لا كهرباء ، المال فقد قيمته ، تسود الفوضى وغياب القانون في كل مكان ، وتتجمع عصابات اللصوص ، والإعلام مذعور ، و أولئك الذين لم يصابوا بعد يقاتلون بشدة من أجل الغذاء والبنزين. يتم وضع المدينة في الحجر الصحي ؛ جميع مداخله مغلقة.
هربًا من الوباء ، سيرجي مع عشيقه الجديد وابنها المصاب بالتوحد وابنه وزوجته السابقة التي لم تستطع مسامحته ووالده والجيران الذين انضموا إليهم يذهبون إلى كاريليا . هناك ، في جزيرة صحراوية في وسط فونجوزيرو ، يريدون الاختباء من خطر التلوث في سفينة ملجأ.
على خلفية كارثة عالمية مروعة ، لعبت أيضًا دراما عائلية قاسية. يجب على الأشخاص الذين لم يكونوا في العادة أن يكونوا تحت سقف واحد أن يتحدوا الآن لمحاولة الهروب من الوباء المتنامي. في الطريق ، لن يواجهوا مخاطر مختلفة فحسب ، بل سيتغلبون أيضًا على مشاكل الأسرة ، ويتعلمون ليس فقط البقاء على قيد الحياة ، ولكن أيضًا التسامح

## طاقم التمثيل
- فيكتوريا ساكوفا
- كيريل كارو
- روباك
- ناتاليا زيمتسوفا
- ماريانا سبيفاك
- يوري كوزنيتسوف
- إلدار كاليمولين
- فيكتوريا أغالاكوفا
- أليكساندر يتسينكي
- سافيلي كودريشوف

## إنتاج
استغرق تصوير المكان في عام 2018 في موسكو، و منطقة موسكو و منطقة أرخانجيلسك (في أونيجا وقرية Malozhma ، منطقة Onezhsky ). صور فونجوزيرو خليج أونيغا . [4] بعد إطلاقه في روسيا ، اشترت نتفليكس حقوق المسلسل مقابل 1.5 مليون دولار ، وفقًا لصحيفة كوميرسانت الروسية .
خلال مقابلة في تشرين الثاني (نوفمبر)، علقت الممثلة فيكتوريا أغالاكوفا على الاستقبال الدولي الإيجابي للبرنامج على نتفليكس: «أنا سعيد للغاية لأن الجمهور الأجنبي أعجب بمشروعنا. لقد صنعناه بالحب ، وبالتالي نحن سعداء جدًا باستمتاع الناس مشاهدته - بعد كل شيء ، هذا ما عملنا من أجله. يكتب لي العديد من الأجانب ؛ يتركون مراجعات مفصلة حول مشروعنا - وبصراحة ، إنه أمر لا يصدق ، ومن الصعب تصديقه».

## روابط خارجية
- الهروب نحو البحيرة علي نتفليكس
- الهروب نحو البحيرة  في قاعدة بيانات الأفلام على الإنترنت (بالإنجليزية)